# Alessandro Catalani
Alessandro Catalani (* 18. April 1905 in Pavia; † 6. August 1986 ebenda) war ein italienischer Radrennfahrer.

## Sportliche Laufbahn
Catalani war im Straßenradsport aktiv. Von 1927 bis 1932 war er Unabhängiger und Berufsfahrer. 1928 siegte er im Giro della Toscana vor Colombo Neri. Im Eintagesrennen Tre Valli Varesine 1929 wurde er Zweiter hinter Ambrogio Morelli.
Die Tour de France fuhr er zweimal. 1931 und 1932 war er jeweils ausgeschieden. Den Giro d’Italia bestritt er viermal. 1927 wurde er 34., 1928 12. und 1929 16. der Gesamtwertung. 1930 war er ausgeschieden. In den Rennen der Monumente des Radsports war der 5. Platz in der Lombardei-Rundfahrt 1928 sein bestes Resultat.